# 车前
車前草（學名：Plantago asiatica）为车前草科车前草属的物种，是一種多年生草本植物，又名蕮（音同“夕”)、薘（音同“達”)、車輪菜子、豬耳朵棵子、五更草、田灌草、牛舌草子、馬舄、車軲轆草子，詩經中稱之爲芣苢， 另有詩稱之為蘼蕪。車前子即是其成熟種子。它是从7月到8月开花。
该植物的原产地是东亚（中国，日本，韩国等）。它在被扰乱的地区都很好地成长，例如在路边甚至在泥土路上。
傳統的克朗奎斯特分類法（至1981年終趨完善）將其列入下含一個單科的車前目，許多學者至今仍沿用。然而較新的APG 分類法（于1998年推出，據基因親緣關係進行分類）則將充實後的車前科列於唇形目下 。

## 形态

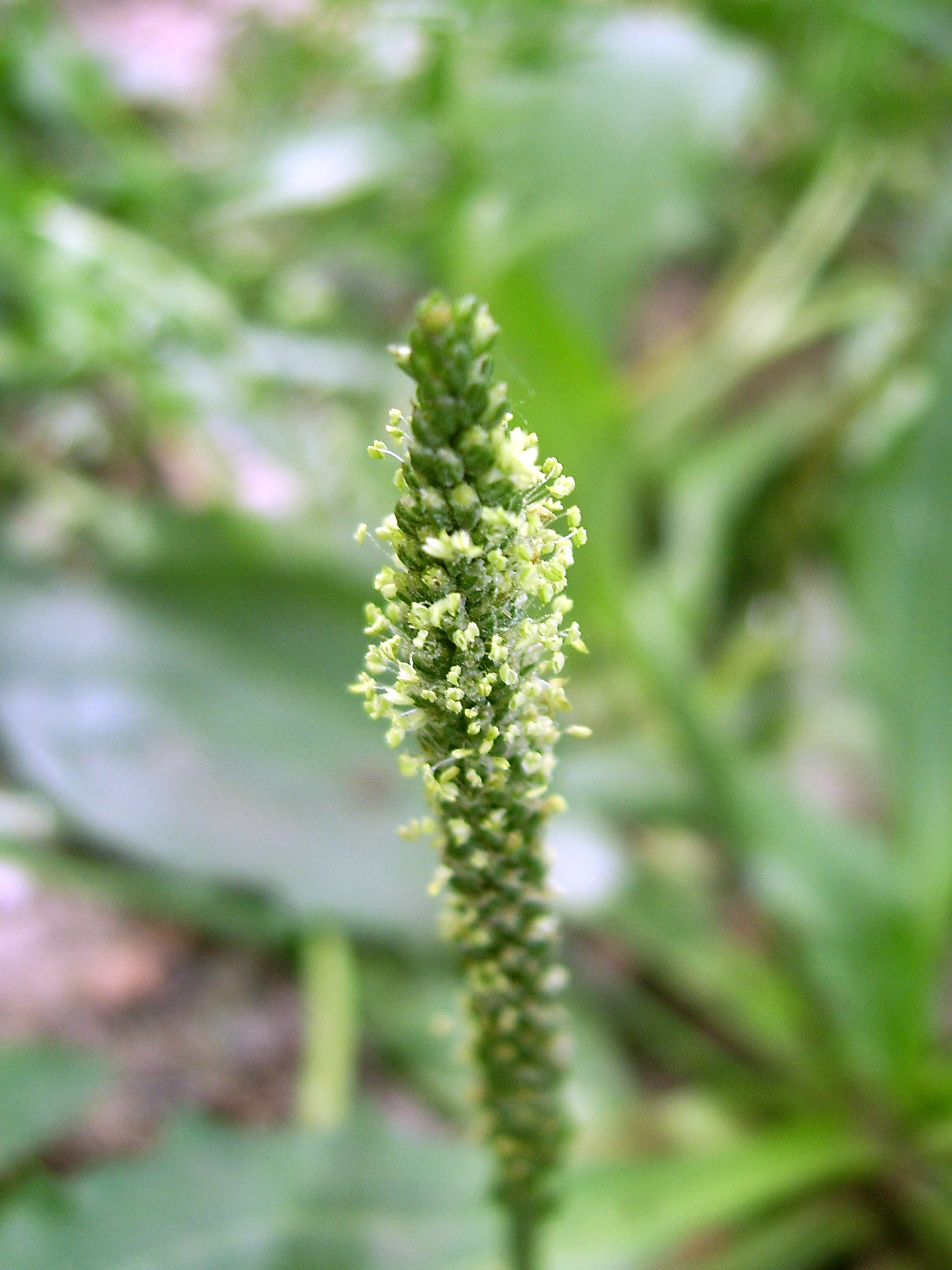
花

这种植物是一种多年生草本，生长到20-60厘米高，有很大的须状根。它的叶子聚集在地上，有椭圆形的叶片，长11-12厘米，宽4-9厘米，具有钝角的顶点和底部，叶片基部有5条平滑的主脉。叶柄与叶片的长度几乎相同。穗狀花序自葉叢中央生出，夏秋開花，寬三角形苞片；橢圓形蒴果，成蓋狀開裂；其種子呈黑褐色長圓形。

## 藥用與食用
車前草具有利尿、鎮咳、驅痰、止瀉及明目等功效，古時已發現車前草的藥用價值，《神農本草經》、《名醫別錄》、《滇南本草》及《本草匯言》等中醫藥名著皆對其有詳細記載，中醫常將車前草及同屬近緣植物的乾燥成熟種子入藥。採收全年均可進行，而盛産期一般爲6至9月。
科學分析發現車前子含有多種醣類成分，包括多醣類黏液質車前聚糖（Plantasan）、鼠李糖（L-Rhamnose）及乳糖（D- Galactose）等，因此若將車前子泡在水中，它會滲出黏液質而帶有黏性。
幼嫩的車前草常作爲野菜食用，也是瀉藥的最佳原料，但其性偏寒，不宜多食。車前草富含瀉藥，食用後吸水膨脹（故會產生飽足感，但會拉肚子），可促進腸道蠕動，治療便秘。
中國古人認為食之可治不孕症，而無子是古代婦女被丈夫遺棄的重要原因，故為治療不孕，許多婦女都要採摘蘼蕪。如漢樂府詩《上山採蘼芜》、唐代孟郊的《古薄命妾》等。但這一說法並未被科學證明。

## 延伸阅读
[在维基数据编辑]
 《欽定古今圖書集成·博物彙編·草木典·車前部》，出自陈梦雷《古今圖書集成》
 《植物名實圖考·車前》，出自吳其濬《植物名實圖考》

## 外部連結
- Plantago asiatica （页面存档备份，存于）
- Plantago asiatica-Mamaherb  （页面存档备份，存于）
- 車前草 Cheqiancao （页面存档备份，存于） 藥用植物圖像數據庫 (香港浸會大學中醫藥學院) （中文）（英文）
- 車前草 中藥材圖像數據庫  (香港浸會大學中醫藥學院) （中文）（英文）
- 車前子 中藥材圖像數據庫  (香港浸會大學中醫藥學院) （中文）（英文）
- 車前子 Che Qian Zi （页面存档备份，存于） 中藥標本數據庫 (香港浸會大學中醫藥學院) （繁體中文）（英文）